# دوشاخ‌خزندگان
دوشاخ‌خزندگان (نام علمی: Dicraeosauridae) نام یک تیره از بالاخانواده دوتیرکی‌واران است.